# Kanton Freyming-Merlebach
Kanton Freyming-Merlebach (fr. Canton de Freyming-Merlebach) je francouzský kanton v departementu Moselle v regionu Grand Est. Tvoří ho 11 obcí. Před reformou kantonů 2014 ho tvořilo 10 obcí.

## Obce kantonu
od roku 2015:
- Barst
- Béning-lès-Saint-Avold
- Betting
- Cappel
- Farébersviller
- Freyming-Merlebach
- Guenviller
- Henriville
- Hombourg-Haut
- Hoste
- Seingbouse

před rokem 2015:
- Barst
- Béning-lès-Saint-Avold
- Betting
- Cappel
- Farébersviller
- Freyming-Merlebach
- Guenviller
- Henriville
- Hoste
- Seingbouse